# Rajd Manx International 1993
Rajd Manx International 1993 (31. Manx International Rally) – 31. edycja rajdu samochodowego Rajd Manx rozgrywanego w Wielkiej Brytanii. Rozgrywany był od 15 do 17 września 1993 roku. Była to trzydziesta ósma runda Rajdowych Mistrzostw Europy w roku 1993 (rajd miał najwyższy współczynnik - 20) oraz piąta runda Rajdowych Mistrzostw Wielkiej Brytanii. Składał się z 33 odcinków specjalnych.

## Klasyfikacja rajdu
| Miejsce                       | Kierowca                     | Pilot                        | Samochód                     | Czas                         | Strata                       |                              |
| Klasyfikacja generalna i ERC  | Klasyfikacja generalna i ERC | Klasyfikacja generalna i ERC | Klasyfikacja generalna i ERC | Klasyfikacja generalna i ERC | Klasyfikacja generalna i ERC | Klasyfikacja generalna i ERC |
| ----------------------------- | ---------------------------- | ---------------------------- | ---------------------------- | ---------------------------- | ---------------------------- | ---------------------------- |
| 1.                            | Richard Burns                | Robert Reid                  | Subaru Legacy RS             | 3:36:54                      | 0.0                          |                              |
| 2.                            | Kenny McKinstry              | Robbie Philpott              | Subaru Legacy RS             | 3:37:51                      | +57                          |                              |
| 3.                            | Robbie Head                  | Campbell Roy                 | Ford Escort RS Cosworth      | 3:42:21                      | +5:27                        |                              |
| 4.                            | Frank Meagher                | Michael Maher                | Ford Sierra RS Cosworth 4x4  | 3:44:36                      | +7:42                        |                              |
| 5.                            | Chris Birkbeck               | Steve Turvey                 | Ford Escort RS Cosworth      | 3:47:04                      | +10:10                       |                              |
| 6.                            | James Cullen                 | Ellen Morgan                 | Ford Escort RS Cosworth      | 3:50:14                      | +13:20                       |                              |
| 7.                            | David Llewellin              | Ian Grindrod                 | Vauxhall Astra GSI 16V       | 3:50:30                      | +13:36                       |                              |
| 8.                            | Gwyndaf Evans                | Howard Davies                | Ford Escort RS Cosworth      | 3:52:26                      | +15:32                       |                              |
| 9.                            | David Greer                  | Michael Reid                 | Ford Escort RS Cosworth      | 3:54:55                      | +18:01                       |                              |
| 10.                           | Stuart Fenwick               | Phil Bayes                   | Ford Sierra RS Cosworth 4x4  | 4:01:34                      | +24:40                       |                              |
| Mistrzostwa Wielkiej Brytanii |                              |                              |                              |                              |                              |                              |
| 1.                            | Richard Burns                | Robert Reid                  | Subaru Legacy RS             | 3:36:54                      | 0.0                          |                              |
| 2.                            | Robbie Head                  | Campbell Roy                 | Ford Escort RS Cosworth      | 3:42:21                      | +5:27                        |                              |
| 3.                            | Chris Birkbeck               | Steve Turvey                 | Ford Escort RS Cosworth      | 3:47:04                      | +10:10                       |                              |
| 4.                            | David Llewellin              | Ian Grindrod                 | Vauxhall Astra GSI 16V       | 3:50:30                      | +13:36                       |                              |
| 5.                            | Gwyndaf Evans                | Howard Davies                | Ford Escort RS Cosworth      | 3:52:26                      | +15:32                       |                              |